# اضطراب القلق العام
اضطراب القلق العام أو اضطراب القلق المعمم (بالإنجليزية: Generalized Anxiety Disorder)‏ اختصارا (GAD) هو اضطراب قلق يتميز بأنه مفرط، ولا يمكن السيطرة عليه وغالباً يكون غير عقلاني، ويكون بسبب توقعات يومية حول الأحداث والأنشطة. غالباً ما يتدخل هذا القلق المفرط مع الأداء اليومي، حيث أن الأفراد الذين لديهم هذا المرض عادة ما يتوقعون كارثة، وهم قلقون أكثر من اللازم بشأن المسائل اليومية مثل القضايا الصحية، والمال، والموت، والمشاكل الأسرية، ومشاكل الصداقة، ومشاكل العلاقات بين أصدقائهم، وصعوبات العمل.
يمكن استخدام مقاييس التصنيف المعيارية مثل (GAD-7) لتقييم شدة أعراض المرض. يعتبر اضطراب القلق العام هو السبب الأكثر شيوعًا للإعاقة في مكان العمل في الولايات المتحدة.
في سنة معينة، كان هناك حوالي 2٪ من البالغين الأمريكيين الأوروبيين يعانون من اضطراب القلق العام. على الصعيد العالمي هناك حوالي 4 ٪ من السكان قد مروا بتجربة الضطراب في مرحلة ما من حياتهم. ويلاحظ أن هذه الأعراض تظهر في النساء أكثر من الرجال. GAD وجد أيضًا أن اضطراب القلق العام شائع في الأفراد الذين لديهم تاريخ مع تعاطي المخدرات أو تاريخ عائلي لهذا الاضطراب. بمجرد تطور أعراض هذا الاضطراب، فقد يصبح مزمناً، ولكن يمكن التحكم فيه أو القضاء عليه تماماً مع العلاج المناسب.

## الأسباب

### الوراثة
الجينات مسئولة عن حوالي ثلث أنواع اضطرابات القلق. الأفراد الذين لديهم استعداد وراثي لهذا الاضطراب هم أكثر عرضة للإصابة به، خصوصًا عند التعرض لضغوط الحياة.

### بعض المواد المسؤولة
الاستخدام طويل المدى لمهدئ البنزوديازيبين يمكن أن يفاقم أعراض القلق الكامن، مع وجود أدلة على أن الحد من البنزوديازيبين يمكن أن يؤدي إلى تخفيف أعراض القلق. وبالمثل، تعاطي الكحول على المدى الطويل يرتبط أيضاً ياضطرابات القلق، مع وجود أدلة على أن الامتناع عن التعاطي لفترة طويلة يمكن أن يؤدي إلى اختفاء أعراض القلق. ومع ذلك، يمكن أن يستغرق الأمر ما يصل إلى عامين حتي تعود أعراض القلق إلى خط الأساس في حوالي ربع الأشخاص الذين يتعافون من إدمان الكحول.
في احدي الدراسات (1988-1990)، كان سبب المرض في حوالي نصف المرضى الذين يتلقون خدمات الصحة العقلية في العيادة النفسية للمستشفى البريطانية، لحالات تشمل اضطرابات القلق مثل اضطراب الهلع أو الخوف الاجتماعي، هو نتيجة تعاطي الكحول أو إدمان البنزوديازيبين. في هؤلاء المرضى، في حين تفاقمت الأعراض في البداية خلال مرحلة الانسحاب، إلا أنها اختفت تماماً عند الامتناع عن البنزوديازيبين أو الكحول. في بعض الأحيان كان القلق موجودًا مسبقًا قبل الكحول أو البنزوديازيبين، لكن تناول هذه المواد كان يعمل على إبقاء اضطرابات القلق مستمرة وغالباً ما يجعلها أسوأ بشكل تدريجي. التعافي من البنزوديازيبين يأخذ وقت أطول من الكحول، ولكن يمكن للناس استعادة صحتهم الجيدة كما في السابق.
وجد أيضاً أن التدخين يعتبر عامل خطر لاضطرابات القلق. الاستخدام المفرط للكافيين يرتبط أيضاً بالقلق.

## الفيزيولوجيا المرضية

لوزة الدماغ

ارتبط اضطراب القلق العام بالخلل في وظيفة اللوزة الدماغية ومعالجتها للخوف والقلق. تدخل المعلومات الحسية اللوزة من خلال النواة القاعدية الجانبية المركبة (التي تتكون من النواة الجانبية والقاعدية والتكميلية القاعدية). تقوم هذه النواة بمعالجة ذكريات الخوف المرتبطة بالحواس وتقوم بتوصيل أي تهديد إلي الذاكرة والقشرة الأمامية الفصمية الوسطى والقشرة الحسية.
منطقة أخرى لها دور في هذا الاضطراب، النواة المركزية المجاورة للوزة، والتي تسيطر على استجابات الخوف النوعي نتيجة لإتصالها مع تحت المهاد، وجذع الدماغ، والمخيخ. في أولئك الذين يعانون من اضطراب القلق العام، تبدو هذه الارتباطات أقل وضوحًَا من الناحية الوظيفية، وتكون المادة الرمادية أكبر في النواة المركزية. هناك فرق آخر وهو أنه يحدث ضعف في الإتصال بين مناطق اللوزة مع الفص الجزيري، والقشرة الحزامية، وهي المناطق التي تتحكم في الستجابة التحفيزية العامة، مع زيادة الإتصال مع القشرة الجدارية والقشرة الأمامية الجبهية، وهي المناطق المسئولة عن الوظائف التنفيذية. هذا الفرق الأخير يشير إلى إستراتيجية التعويض كنتيجة لخلل وظيفة اللوزة الدماغية في معالجة القلق. ويتسق هذا مع النظريات المعرفية التي تشير إلى استخدام هذا الاضطراب في محاولات للحد من إشراك العواطف مع الاستراتيجيات المعرفية التعويضية.

## التشخيص

### معايير DSM-5
المعايير التشخيصية لإضطراب القلق العام كما هو محدد في الدليل التشخيصي والإحصائي للاضطرابات النفسية (DSM-5) (2013)، والمنشور من قبل الجمعية الأمريكية للأطباء النفسيين، تم صياغتها على النحو التالي:
1. الكثير من القلق أو القلق على مدى أكثر من ستة أشهر. هذا القلق موجود في معظم الوقت فيما يتعلق بالعديد من الأنشطة.
2. عدم القدرة على التحكم في هذه الأعراض
3. تحدث الأقل ثلاثة من الإعراض التالية:
ملاحظة: مطلوب عنصر واحد فقط في الأطفال.   1. الأرق
        
  2. الإرهاق بسهولة
        
  3. مشاكل التركيز
        
  4. التهيج
        
  5. توتر العضلات.[25][26] 
        
  6. مشاكل في النوم
4. أعراض تؤدي إلى مشاكل في الأداء والوظيفة.
5. الأعراض ليست بسبب الأدوية والمخدرات وغيرها من مشاكل الصحة الجسدية
6. لا تتناسب الأعراض بشكل أفضل مع مشكلة نفسية أخرى مثل اضطراب الهلع

لم تحدث أي تغييرات رئيسية في تشخيص اضطراب القلق العام منذ نشر DSM-IV-TR سوى تغييرات طفيفة تشمل صياغة معايير التشخيص.

### معايير ICD-10
ICD-10 معايير لتشخيص اضطراب القلق العام "F41.1" 
ملاحظة: بالنسبة للأطفال ، يمكن تطبيق معايير مختلفة.
1. فترة لا تقل عن ستة أشهر من التوتر والقلق والشعور بعد الارتياح نتيجة للأحداث اليومية والمشاكل.
2. يجب أن يكون هناك أربعة أعراض على الأقل من قائمة العناصر التالية ، منها واحد على الأقل من البنود (1) إلى (4).
؛ أعراض الاستثارة اللاإرادية
(1) خفقان القلب، أو تسارع معدل ضربات القلب.
(2) التعرق.[29][30]
(3) الارتجاف أو الاهتزاز.
(4) جفاف الفم (ليس بسبب الدواء أو نقص شرب الماء).
؛ الأعراض المتعلقة بالصدر والبطن
(5) صعوبة في التنفس.[31]
(6) الشعور بالاختناق.
(7) ألم في الصدر أو عدم الراحة.
(8) الغثيان أو اضطراب البطن.
؛ الأعراض المتعلقة بالدماغ
(9) الشعور بالدوار، وعدم الاستقرار.
(10) الشعور أن الأشياء غير حقيقية.[32][33]
(11) الخوف من فقدان السيطرة، والجنون.
(12) الخوف من الموت.[34]
؛ الأعراض العامة
(13) ارتفاع درجة الحرارة أو قشعريرة باردة.
(14) الشعور بالخدر أو الوخز.
؛ أعراض التوتر
(15) توتر العضلات أو آلام بالعضلات.
(16) الأرق وعدم القدرة على الاسترخاء.
(17) الشعور بالارتباك، والتوتر النفسي.[35][36]
(18) إحساس بوجود تورم في الحلق أو صعوبة في البلع.
؛ أعراض أخرى غير محددة
(19) استجابة مبالغ فيها لمفاجآت بسيطة.[37][38]
(20) صعوبة في التركيز والتفكير.
(21) التهيج المستمر.
(22) صعوبة في النوم بسبب القلق.
3. لا يستوفي هذا الاضطراب معايير اضطراب الهلع (F41.0)، أو اضطرابات القلق الرهابي (F40.-)، أو اضطراب الوسواس القهري (F42.-) أو اضطراب نقص التنسج الدموي (F45.2).
4. معايير الاستبعاد الأكثر شيوعًا: لا يتوافق مع أي اضطراب جسدي، مثل فرط نشاط الغدة الدرقية أو اضطراب عقلي عضوي (F0) أو اضطراب متعلق بالمؤثرات العقلية (F1)، مثل الإفراط في استهلاك المواد الشبيهة بالامفيتامينات أو الانسحاب من إدمان البنزوديازيبين.[39]

### تاريخ التشخيص
قامت جمعية الطب النفسي الأمريكية  بإدخال تشخيص اضطراب القلق العام في الدليل التشخيصي الثالث (DSM-III) في عام 1980، عندما تم تقسيم عصاب القلق إلى اضطراب القلق العام واضطراب الهلع. يتطلب التعريف في الدليل التشخيصي الثالث (DSM-III) وجود قلق لا يمكن السيطرة عليه أو قلق مفرط وغير واقعي ويستمر لمدة شهر واحد أو أكثر. المعدلات العالية في الاعتلال المشترك بين اضطاب القلق العام و الاكتئاب الرئيسي دفعت العديد من المعلقين إلى اقتراح أن هذا الاضطراب سيكون أفضل إذا تم اعتباره كجانب من جوانب الاكتئاب الرئيسي بدلاً من كون اضطراب مستقل. ذكر العديد من النقاد أن السمات التشخيصية لهذا الاضطراب لم تكن مثبتة جيداً حتى صدور  DSM-III-R. قام الدليل التشخيصي والإحصائي للاضطرابات العقلية الرابع (DSM-IV) بتغيير تعريف «القلق المفرط» وعدد الأعراض النفسية الفيزيولوجية المصاحبة اللازمة لتشخيص المرض. هناك جانب آخر من التشخيص الذي أوضحه الدليل التشخيصي والإحصائي الرابع للاضطرابات النفسية هو ما يشكل أحد الأعراض التي تحدث «في كثير من الأحيان». كما تطلب الدليل التشخيصي الرابع للاضطرابات النفسية صعوبات في السيطرة على القلق الذي يتم تشخيصه كاضطراب القلق العام. أكد الدليل التشخيصي والإحصائي للاضطرابات النفسية الخامس (DSM-5) على أنه يجب أن يحدث المزيد من القلق خلال أيام أكثر وعلى عدد من الموضوعات المختلفة. وقد ذكر أن التغييرات المستمرة في السمات التشخيصية للاضطراب جعلت من تقييم الإحصائيات الوبائية مثل الانتشار صعباً، وكذلك زيادة صعوبة الباحثين في تحديد الأسس البيولوجية والنفسية لهذا الاضطراب. وبالتالي، يصبح صنع الأدوية المتخصصة لهذا الاضطراب أكثر صعوبة أيضًا. وقد أدى هذا إلى استمرار علاج هذا الاضطراب بشكل كبير باستخدام مثبطات استرداد السيروتونين الانتقائية (SSRIs).

## الوقاية
الاضطرابات النفسية صعبة الوقاية، ولكن هناك العديد من التقنيات المتوفرة للمساعدة في تخفيف القلق والتحكم فيه. وقد وجد العديد من المرضى سهولة وراحة في تمارين الاسترخاء وممارسة التنفس العميق و التأمل. بالإضافة إلى ذلك ، فإن تجنب الكافيين قد يمنع GAD. تجنب النيكوتين يمكن أن يقلل أيضًا من خطر تطور اضطرابات القلق بما في ذلك اضطراب القلق العام.

## العلاج
الدراسات تشير إلى أن كلاً من العلاج السلوكي المعرفي (CBT) والأدوية (مثل مثبطات استرداد السيروتونين الانتقائية) أثبتت فعاليتها في الحد من القلق. لم تظهر مقارنة بين النتائج الإجمالية للعلاج المعرفي السلوكي والدواء على القلق فروق ذات دلالة إحصائية (أي أنها كانت على نفس القدر من الفعالية في علاج القلق). ومع ذلك، فإن العلاج المعرفي السلوكي يكون أكثر فاعلية في الحد من شدة الاكتئاب، ومن المرجح الحفاظ على آثاره على المدى الطويل، في حين أن فعالية العلاج الدوائي تميل إلى التناقص إذا تم إيقاف الدواء. ويتم عمومًا استخدام مزيج من كل من العلاج المعرفي السلوكي والأدوية كنهج مرغوب فيه أكثر للعلاج. يمكن أن يكون استخدام الأدوية لتقليل مستويات القلق الشديد أمرًا هامًا في تمكين المرضى من الانخراط بفعالية في العلاج السلوكي المعرفي.

### العلاج غير الدوائي
يستند اضطراب القلق العام على المكونات النفسية التي تشمل التجنب المعرفي، والمعتقدات الإيجابية للقلق، والحل غير الفعال للمشاكل والمعالجة العاطفية، والقضايا الشخصية، والصدمات السابقة، والتوجه السلبي للمشكلة، والإفراط العاطفي، والتفاعلات المعرفية السلبية للعواطف، والقيود السلوكية. لمحاربة الجوانب المعرفية والعاطفية السابقة لإضطراب القلق العام، غالباً ما يجمع علماء النفس بعض عناصر العلاج الرئيسية التالية في خطة التدخل الخاصة بهم؛ تقنيات المراقبة الذاتية، والاسترخاء، والتحكم التحفيزي التدريجي، وإعادة الهيكلة المعرفية، ومراقبة نتائج القلق، والتركيز في الوقت الحاضر، والحياة الخالية من التوقعات، وتقنيات حل المشكلات، ومعالجة المخاوف الأساسية، والتنشئة الاجتماعية، والمناقشة وإعادة تشكيل المعتقدات، والتدريب على المهارات العاطفية.
من بين أنواع العلاج النفسي المعرفي والسلوكي الموجه، فإن العلاجان الرئيسيان هما العلاج السلوكي المعرفي والعلاج بالقبول والالتزام (ACT). تعتبر المقابلات التحفيزية علاجاً جديداً لاضطراب القلق العام، والتي إما تستخدم كعلاج قائم بذاته أو استراتيجيات إضافية قد تعزز العلاج المعرفي السلوكي.

#### العلاج السلوكي المعرفي
العلاج السلوكي المعرفي (CBT) هي طريقة علاج نفسي للتحكم في اصضطراب القلق العام التي تتضمن أن يتعامل المعالج النفسي مع المريض لفهم كيفية تفكيره وماهية الشعور عنده ودراسة سلوكه. وتشمل عناصر العلاج استراتيجيات التعرض للسماح للمرضي بمواجهة مخاوفهم تدريجياً حتي يشعروا براحة أكبر في المواقف المثيرة للقلق، فضلاً عن ممارسة المهارات التي تعلموها. يمكن استخدام العلاج المعرفي السلوكي بمفرده أو بالاشتراك مع الأدوية.
تتضمن مكونات العلاج المعرفي السلوكي لاضطراب القلق العام التدريب النفسي، والمراقبة الذاتية، وتقنيات التحكم في التحفيز، والاسترخاء، وإعادة الهيكلة المعرفية، وتعديل سلوك القلق وحل المشكلات. الخطوة الأولى في العلاج هي إبلاغ المريض عن المشكلات وخطة الحل. الغرض من التثقيف النفسي هو توفير بعض الراحة، وإزالة الوهم، والتحفيز، وتحقيق المشاركة من خلال جعل المريض يفهم برنامج العلاج. الغرض من هذا المكون هو تحديد الاشارات التي تثير القلق. تعمل خطوة التحكم في المحفز إلى تقليل ظروف التحفيز التي يحدث فيها القلق. تقلل تقنيات الاسترخاء من ضغوط المرضى، وبالتالي تزيد من الاهتمام بالبدائل في المواقف التي يخشى منها البعض (غير القلق). ممارسة التنفس العميق، والاسترخاء التدريجي للعضلات.
تتضمن إزالة التحسس للسيطرة على النفس المرضى الذين يشعرون بالاسترخاء العميق قبل تخيل أنفسهم بشكل واضح في المواقف التي عادة ما تجعلهم قلقين حتى يتم إطلاق إشارات القلق الداخلية. ثم يتخيل المرضى أنفسهم يتعاملون مع الوضع ويقللون من استجابتهم القلقة. إذا انخفض القلق، فإنهم يدخلون حالة أكثر استرخاءً وأعمق ويغلقون المشهد. الغرض من إعادة الهيكلة المعرفية هو التحول من النظرة المقلقة إلى تصور أكثر وظيفية وتكيفية للعالم، والمستقبل، والذات. إنها تنطوي على طرح سقراطي يقود المرضى إلى التفكير من خلال همومهم ومخاوفهم حتى يتمكنوا من إدراك أن التفسيرات البديلة والمشاعر أكثر دقة. كما تتضمن التجارب السلوكية التي تختبر في الواقع صحة كل من الأفكار السلبية والبديلة في مواقف الحياة الحقيقية. في العلاج المعرفي السلوكي لاضطراب القلق العام، يشارك المرضى أيضًا في تمارين التعرض للقلق، حيث يطلب منهم أن يتخيلوا أنفسهم معرضين لصور النتائج الأكثر رعباً. ثم ينخرطون في تعليمات منع الاستجابة التي تمنعهم من تجنب الصورة وتحفز النتائج البديلة على الحافز المثير للخوف. أهداف التعرض للقلق هي التعود وإعادة تفسير معنى الحافز المخيف. تتطلب الوقاية من سلوك القلق أن يقوم المرضى بمراقبة السلوكيات التي تسبب لهم القلق، ثم يطلب منهم منع أنفسهم من الانخراط فيها. بدلاً من ذلك، يتم تشجيعهم على استخدام آليات التكيف الأخرى التي تم تعلمها في وقت سابق من العلاج. وأخيرًا، يركز حل المشكلات على التعامل مع المشكلات الحالية من خلال نهج حل المشكلات: (1) تعريف المشكلة، (2) صياغة الأهداف، (3) إنشاء حلول بديلة، (4) صنع القرار، و (5) التنفيذ والتحقق من الحلول.
لا يوجد الكثير من الجدل بشأن فعالية العلاج المعرفي السلوكي لاضطراب القل العام. ومع ذلك، لا يزال هناك مجال للتحسين لأن فقط حوالي 50 ٪ من أولئك الذين يكملون العلاجات يحققون أداء أعلى أو استعادة عافيتهم العقلية بعد العلاج. لذلك، هناك حاجة لتعزيز المكونات الحالية للعلاج المعرفي السلوكي. وعادة ما يساعد العلاج السلوكي المعرفي ثلث المرضى بشكل كبير، في حين لا يستجيب ثلث آخر على الإطلاق للعلاج.

#### العلاج بالقبول والالتزام
العلاج بالقبول والالتزام هو علاج سلوكي على أساس النماذج القائمة على القبول. تم تصميم هذا العلاج بهدف استهداف ثلاثة أهداف علاجية: (1) تقليل استخدام استراتيجيات تجنب الغرض منها تجنب المشاعر والأفكار والذكريات والأحاسيس. (2) تقليل استجابات الأشخاص الحرفية لأفكارهم (على سبيل المثال ، فهم أن التفكير «أنا ميئوس منه» لا يعني أن حياة الشخص ميؤوس منها حقًا)، و (3) زيادة قدرة الشخص على الحفاظ على التزاماته لتغيير سلوكه. يتم تحقيق هذه الأهداف من خلال تحويل محاولات الشخص للسيطرة على الأحداث للعمل على تغيير سلوكه والتركيز على الاتجاهات والأهداف ذات القيمة في حياته بالإضافة إلى الالتزام بالسلوكيات التي تساعد الفرد على تحقيق تلك الأهداف الشخصية. هذا العلاج النفسي يعلم الشخص مهارات الوعي التام (الالتفات وتوجيه الإهتمام للغرض المقصود، في الوقت الحاضر، وبطريقة ليست سريعة الحكم) والقبول (الانفتاح والرغبة في الحفاظ على التواصل) للرد على أحداث لا يمكن السيطرة عليها، وبالتالي يظهر السلوكيات التي تسن القيم الشخصية. مثل العديد من العلاجات النفسية الأخرى، يعمل هذا العلاج المعرفي بشكل أفضل مع الأدوية.

#### المقابلات التحفيزية
يتمثل النهج المبتكر الواعد لتحسين معدلات الاسترداد لعلاج اضطراب القلق العام في الجمع بين العلاج المعرفي السلوكي والعلاج التحفيزي. المقابلات التحفيزية هي إستراتيجية تتمحور حول المريض وتهدف إلى زيادة الدوافع الذاتية وتقليل التناقض في التغير بسبب العلاج. يحتوي هذا العلاج على أربعة عناصر أساسية: (1) التعبير عن التعاطف، (2) زيادة التنافر بين السلوكيات غير المرغوبة والقيم غير المتسقة مع تلك السلوكيات، (3) التحرك بمقاومة بدلاً من المواجهة المباشرة، و (4) التشجيع على الفعالية الذاتية. ويستند إلى طرح أسئلة مفتوحة والاستماع بعناية وإيجابية إلى إجابات المرضى، وتحفيز «الكلام الحماسي»، والتحدث مع المرضى حول إيجابيات وسلبيات التغيير. أظهرت بعض الدراسات أن تركيبة العلاج السلوكي المعرفي مع العلاج التحفيزي تكون أكثر فعالية من العلاج السلوكي وحده.

### الأدوية
أفاد استعراض دولي لإدارة الأطباء النفسانيين للمرضى الذين يعانون من اضطراب القلق العام أن العلاجات الدوائية المفضلة كخط أول للعلاج كانت مثبطات امتصاص السيروتونين الانتقائية (SSRIs) (80 ٪)، تليها مثبطات إعادة امتصاص السيروتونين - (SNRIs) (43 ٪)، و البريغابالين (35 ٪). وكانت أدوية الخط الثاني المفضلة هي مثبطات امتصاص السيريتونبن والنورأدرينالين (41 ٪) و البريغابلين (36 ٪).

#### مثبطات استرداد السيروتونين الانتقائية
وتشمل العلاجات الدوائية لاضطراب القلق العام مثبطات امتصاص السيروتونين الانتقائية (SSRIs). هذه هي الخطوة الأولى المفضلة من العلاج. مثبطات استردا السيريتونين المستخدمة لهذا الغرض تشمل إسيتالوبرام وباروكسيتين.
تشمل الآثار الجانبية الشائعة الغثيان، والضعف الجنسي، والصداع، والإسهال، والإمساك، والأرق، وزيادة خطر الانتحار في الشباب والمراهقين، الجرعة زائدة من هذه الأدوية يمكن أن يؤدي إلى متلازمة السيروتونين.

#### البنزوديازيبينات
البنزوديازيبينات غالبا ما توصف للأشخاص الذين يعانون من اضطراب القلق العام. تشير الأبحاث إلى أن هذه الأدوية تعطي بعض الراحة، على الأقل على المدى القصير. ومع ذلك، فإنها تحمل بعض المخاطر، خاصةً ضعف الأداء الإدراكي والحركي، والإدمان النفسي والجسدي الذي يجعل من الصعب على المرضى التوقف عن أخذها. وقد لوحظ أن الأشخاص الذين يتناولون البنزوديازيبينات ليسوا في حالة جيدة في عملهم أو في المدرسة. بالإضافة إلى ذلك، قد تضعف هذه الأدوية من القدرة علي القيادة وغالبا ما ترتبط بالسقوط والتعثر في كبار السن، مما يؤدي إلى كسور في عضم الورك. هذه العيوب تجعل استخدام البنزوديازيبينات الأمثل فقط للتخفيف من القلق على المدى القصير. إن العلاج المعرفي السلوكي والأدوية لهما فعالية مماثلة في المدى القصير، لكن العلاج المعرفي السلوكي له فوائد على الأدوية على المدى الطويل.
البنزوديازيبينات هي مواد منومة سريعة المفعول، تعمل كمهدئات التي تستخدم أيضا لعلاج اضطراب القلق العام وغيرها من اضطرابات القلق. توصف البنزوديازبينات لاضطراب القلق العام وتظهر آثار مفيدة على المدى القصير. وتشمل البنزوديازيبينات الشعبية لهذا الغرض ألبرازولام، ولورازيبام، وكلونازيبام. لا يوصي المجلس العالمي للقلق باستخدام البنزوديازيبينات على المدى الطويل لأنها ترتبط بتطوير الإدمان، والإعاقات المعرفية وضعف الذاكرة، ومتلازمة الانسحاب. وتشمل الآثار الجانبية النعاس، وانخفاض في التنسيق الحركي ومشاكل مع الإتزان.

#### الغابابنتين والبريغابلين
البريغابلين (Lyrica) يعمل على قنوات الكالسيوم لخفض إطلاق الناقلات العصبية مثل الغلوتامات، والنورإبينفرين، حيث يظهر تأثيرها العلاجي بعد أسبوع من الاستخدام و تكون مماثلة في الفعالية لـلورازيبام، وألبرازولام، وفنلافاكسين، ولكن البريغابلين أثبتت التفوق من خلال إنتاج تأثيرات علاجية أكثر اتساقا لأعراض القلق النفسية والبدنية. أظهرت التجارب الطويلة الأمد الفعالية المستمرة دون الدخول في إعراض إدمان، وبالإضافة إلى ذلك، خلافاً للبنزوديازيبينات، فهي لا تتدخل في النوم وكيفيته وتنتج ضعفًا أقل إدراكيًا وحركيًا ونفسيًا. كما أن لديها احتمالية منخفضة للإساءة والاعتماد وقد تكون مفضلة على البنزوديازيبينات لهذه الأسباب. تظهر آثار إزالة القلق بعد البريجبالين بسرعة بعد تناوله، أقرب إلى البنزوديازيبينات في وقت البداية (وإن كان ربما أبطأ بساعة)، مما يعطي البريجبالين ميزة على العديد من الأدوية المضادة للاكتئاب مثل مضادات الاكتئاب.
غابابنتين (Neurontin)، هو دواء مرتبط بشكل وثيق مع البريغابلين مع نفس آلية العمل، والذي أظهر أيضا فعالية في علاج اضطراب القلق العام، على الرغم من أنه، عكس البريغابلين، لم يتم اعتماده خصيصا لهذا المؤشر. ومع ذلك، فمن المرجح أن تكون ذات فائدة مماثلة في التحكم في هذا الاضطراب، كما أنها تتمتع بميزة كونها أقل تكلفة بكثير بالمقارنة. وفقا لذلك ، وغالبا ما يوصف جابابنتين خارج التسمية لعلاج GAD.

## مزيد من القراءة
- Brown, T. A., O'Leary, T .A., & Barlow, D. H. (2001). "Generalised anxiety disorder". In D. H. Barlow (ed.), Clinical handbook of psychological disorders: A step-by-step treatment manual (3rd ed.). New York: Guilford Press.
- Barlow, D. H., & Durand, V. M. (2005). Abnormal psychology: An integrative approach. Australia; Belmont, Calif.: Wadsworth.
- Tyrer، Peter؛ Baldwin، David (2006). "Generalised anxiety disorder". The Lancet. ج. 368 ع. 9553: 2156–66. DOI:10.1016/S0140-6736(06)69865-6. PMID:17174708.

## روابط خارجية
- Mayo Clinic – Information on diagnosis and treatment for GAD
- WebMD – Information on symptoms and causes of GAD
- Anxiety Disorders Association of America – Information for families, clinicians, and researchers